# Bologna (cognome)
Bologna è un cognome di lingua italiana.

## Varianti
Bolognese, Bolognesi, Bolognetto, Bologni, Bolognini, Bolognino, Bologno.

## Origine e diffusione
Il cognome è diffuso al Centro-Nord Italia, con prevalenza in Emilia-Romagna.
Potrebbe derivare dal toponimo Bologna.
La variante Bolognini è emiliano-romagnola; Bolognese è campano e siciliano.

## Persone
- Fabiola Bologna – politica italiana
- Ferdinando Bologna – storico dell'arte italiano
- Paolo Bologna - regista e sceneggiatore italiano
- Filippo Bologna – scrittore e sceneggiatore italiano